# Lydella fulvicornis
Lydella fulvicornis là một loài ruồi trong họ Tachinidae.